# LENG1
LENG1 (англ. Leukocyte receptor cluster member 1) – білок, який кодується однойменним геном, розташованим у людей на довгому плечі 19-ї хромосоми. Довжина поліпептидного ланцюга білка становить 264 амінокислот, а молекулярна маса — 30 529.
| 10         |  | 20         |  | 30         |  | 40         |  | 50         |
| ---------- |  | ---------- |  | ---------- |  | ---------- |  | ---------- |
| MNILPKKSWH |  | VRNKDNVARV |  | RRDEAQAREE |  | EKERERRVLL |  | AQQEARTEFL |
| RKKARHQNSL |  | PELEAAEAGA |  | PGSGPVDLFR |  | ELLEEGKGVI |  | RGNKEYEEEK |
| RQEKERQEKA |  | LGILTYLGQS |  | AAEAQTQPPW |  | YQLPPGRGGP |  | PPGPAPDEKI |
| KSRLDPLREM |  | QKHLGKKRQH |  | GGDEGSRSRK |  | EKEGSEKQRP |  | KEPPSLDQLR |
| AERLRREAAE |  | RSRAEALLAR |  | VQGRALQEGQ |  | PEEDETDDRR |  | RRYNSQFNPQ |
| LARRPRQQDP |  | HLTH       |  |            |  |            |  |            |

A: Аланін

D: Аспарагінова кислота

E: Глутамінова кислота

F: Фенілаланін

G: Гліцин

H: Гістидин

I: Ізолейцин

K: Лізин

L: Лейцин

M: Метіонін

N: Аспарагін

P: Пролін

Q: Глутамін

R: Аргінін

S: Серин

T: Треонін

V: Валін

W: Триптофан

Кодований геном білок за функцією належить до фосфопротеїнів. 